# Івашківці (Самбірський район)
Іва́шківці —  село в Україні, у Самбірському районі Львівської області. Населення становить 52 осіб. Орган місцевого самоврядування — Боринська селищна рада. Івашківці багаті на мінеральні води. Старші люди розповідають, як в молодості йшли з кружками до струмку щоб випити мінералки: «та вода була настільки газована, що аж сльози текли».

## Населення

### Мова
Розподіл населення за рідною мовою за даними перепису 2001 року:
| Мова       | Кількість | Відсоток |
| ---------- | --------- | -------- |
| українська | 51        | 98.08%   |
| польська   | 1         | 1.92%    |
| Усього     | 52        | 100%     |

## Церква
У центрі села на цвинтарі розташований дерев'яний храм Святого архангела Михаїла. Його у 1921 році збудував майстер Лука Снігур зі села Погар. Саму церкву нині віднесено до пам’яток архітектури місцевого значення. 
Споруда орієнтована вівтарем на схід. Належить до бойківського типу церков і складається з трьох зрубів: восьмибічної нави та вужчих квадратних вівтаря і бабинця. До вівтаря з півночі прилягає невелика прямокутна ризниця, схована під піддашшям. Всі об’єми завершують восьмерикові верхи з двома заломами, увінчані шоломовими банями з ліхтарями і маківками з хрестами. Оточує церкву широке піддашшя, оперте на профільовані виступи вінців зрубів. У 1980 році майстер Зеновій Амброзович, коштом громади, вкрив стіни надопасання оцинкованою гофрованою бляхою.